# الوسائط الرقمية والصحة النفسية

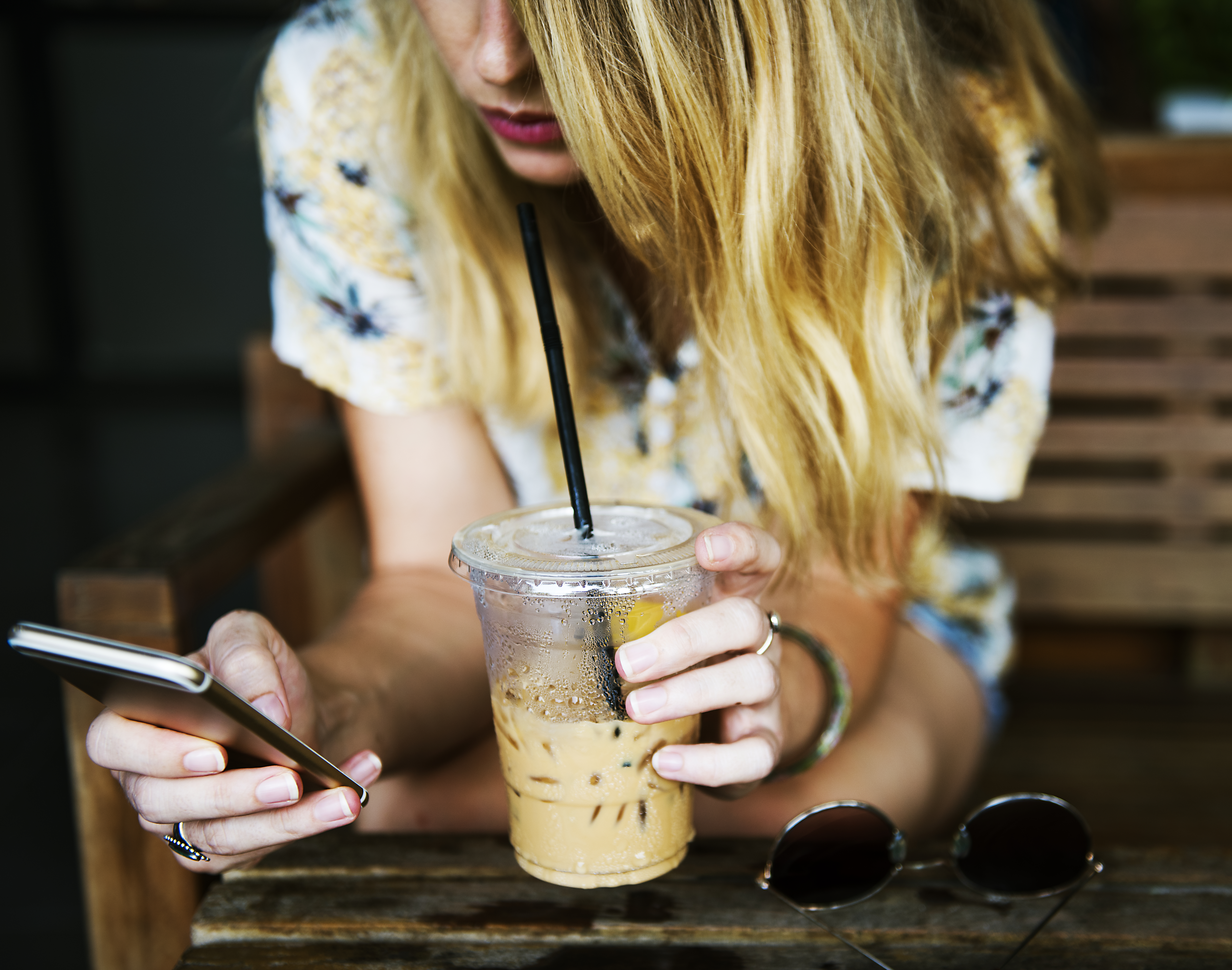

درس العديد من الباحثين العلاقات التي تربط بين استخدام الوسائط الرقمية والصحة النفسية، ولا سيما علماء النفس وعلماء الاجتماع وعلماء الأنثروبولوجيا والخبراء الطبيين، وذلك بدءًا من فترة منتصف تسعينيات القرن الماضي، أي بعد نمو الشبكة العنكبوتية العالمية. تقصت مجموعة كبيرة من الأبحاث ظواهر «الاستخدام المفرط»، أو ما يُعرف باسم «الإدمان الرقمي» أو «الاعتماد الرقمي». تتفاوت تجليات هذه الظواهر بحسب المجتمع والثقافة. درس بعض الخبراء فوائد استخدام الوسائط الرقمية باعتدال في مجالات مختلفة بما في ذلك مجال الصحة النفسية، إذ بحثوا في مسألة علاج مشاكل الصحة النفسية باستخدام حلول تكنولوجية جديدة.
لم تُعيّن الحدود بين الاستخدام المفيد والاستخدام المرضي للوسائط الرقمية حتى الآن. لا يوجد أي معايير تشخيصية معتمدة على نطاق واسع في هذا الصدد، لكن يرى بعض الخبراء أن الإفراط في الاستخدام دليل على وجود اضطرابات نفسية كامنة. ليس هناك أي مقاييس موحدة للوقاية من الاستخدام المرضي للوسائط الرقمية أو العلاج منه، لكن هناك خطوط توجيهية حول استخدام الوسائط الرقمية بصورة أكثر أمانًا بالنسبة للأطفال والأسر. لا ينطوي الدليل التشخيصي والإحصائي للاضطرابات النفسية (الطبعة الخامسة) على أي تشخيصات للاستخدام الإشكالي للإنترنت، أو الاستخدام الإشكالي لوسائل التواصل الاجتماعي، أو اضطراب الألعاب (الذي يُعرف باسم إدمان ألعاب الفيديو). وفي المقابل، تعترف الطبعة الحادية عشر من التصنيف الدولي للأمراض بوجود ما يُسمى باضطراب الألعاب. ما يزال نقاش الخبراء حول كيفية وآلية تشخيص هذه الحالات قائمًا. تحيط الشكوك بإمكانية استخدام مصطلح الإدمان للإشارة إلى هذه الظواهر والتشخيصات.
أحدثت كل من الوسائط الرقمية والوقت الذي يقضيه الأطفال أمام الشاشة تغييرًا إيجابيًا وسلبيًا في كيفية تفكير هؤلاء الأطفال وتفاعلهم وتطورهم، لكن ما يزال الباحثون غير متيقنين من وجود هذه الروابط السببية المفترضة بين استخدام الوسائط الرقمية وآثاره على الصحة النفسية. يبدو وكأن هذه الروابط متوقفة على الفرد والمنصات التي يستخدمها. تعهدت العديد من الشركات التكنولوجية الكبيرة وأعلن بعضها عن استراتيجيات رامية إلى محاولة الحد من مخاطر استخدام الوسائط الرقمية.

## الاستخدام المرضي
يُعتقد بوجود علاقة بين استخدام الوسائط الرقمية وبعض الأعراض والتشخيصات المتعلقة بالصحة النفسية، لكن لا يوجد أي دليل على الطبيعة السببية لهذه العلاقة. غالبًا ما يسيء العامة فهم الآثار والتحذيرات التي ينشرها الباحثون، فضلًا عن تحريف بعض وسائل الإعلام لهذه المعلومات. تُعتبر الإناث أكثر عرضةً للإفراط في استخدام وسائل التواصل الاجتماعي، بينما يُعتبر الذكور أكثر عرضة للإفراط في استخدام ألعاب الفيديو. وبناءً على ذلك، قد لا يكون الاستخدام الإشكالي للوسائط الرقمية منطويًا على مفاهيم فردية، بل يُمكن تحديده بناءً على المنصات الرقمية المُستخدمة، أو حتى النظر إليه بشكل مختلف من حيث بعض الأنشطة المحددة (بدلًا من اعتباره إدمانًا على الوسيط الرقمي).

## الصحة النفسية
أشارت خارطة منهجية للمراجعات في عام 2019 إلى وجود علاقة بين بعض أنواع الاستخدام الإشكالي المُحتمل للإنترنت والمشاكل النفسية أو السلوكية، كالاكتئاب والقلق والعداء واضطراب قصور الانتباه وفرط الحركة (إيه. دي. إتش. دي.) مثلًا. لم تتمكن الدراسات من إثبات وجود علاقات سببية بين الطرفين، بينما شدد المراجعون على أهمية تصميمات الدراسات الاستطلاعية المستقبلية. اقترن الاستخدام المفرط للوسائط الرقمية بأعراض الاكتئاب، لكن يُمكن استخدام الوسائط الرقمية لتحسين الحالة المزاجية في بعض الأحيان. أشارت دراسة استطلاعية كبيرة إلى وجود علاقة إيجابية بين أعراض اضطراب قصور الانتباه وفرط الحركة واستخدام الوسائط الرقمية. قد يتسبب أحد أعراض اضطراب قصور الانتباه وفرط الحركة المتمثل بفرط التركيز في تعزيز الاستخدام المفرط للوسائط الرقمية لدى الأشخاص المصابين بهذا الاضطراب، ولا سيما ألعاب الفيديو أو الدردشة عبر الإنترنت.
أعد كل من تشاسياكو وراديسكي وكريستاكي تقريرًا تقنيًا في عام 2016، حددوا من خلاله مزايا استخدام الوسائط الرقمية وأوجه القلق المتعلقة بهذا الاستخدام فيما يخص صحة المراهقين النفسية. أشار التقرير إلى العامل الرئيسي باعتباره الطريقة التي تُستخدم من خلالها وسائل التواصل الاجتماعي، وليس المدة الزمنية لهذا الاستخدام. بيّن التقرير وجود تراجع في مستوى الرفاه والرضا عن الحياة لدى المراهقين الأكبر سنًا ممن يستخدمون وسائل التواصل الاجتماعية بصورة سلبية، لكن لم يتجلى مثل هذا التراجع لدى المراهقين الذين يستخدمون هذه الوسائل بفعالية أكبر. خلص التقرير إلى وجود علاقة انحنائية على شكل حرف «U» فيما يخص الوقت المنفق على الوسائط الرقمية، علاوةً على ازدياد خطر الإصابة بالاكتئاب في الحدين الأعلى والأدنى لاستخدام الإنترنت. أشارت مراجعة حول منصة التواصل الاجتماعي الصينية وي تشات في عام 2018 إلى وجود ارتباطات بين أعراض الصحة النفسية المبلغ عنها ذاتيًا والاستخدام المفرط لهذه المنصة. ومع ذلك، أثرت دوافع استخدام منصة وي تشات وأنماط استخدامها على الصحة النفسية لمستخدميها بشكل عام، وذلك بغض النظر عن الفترة الزمنية التي يقضيها المستخدم على هذه المنصة. قارنت إحدى الدراسات التي أُجريت في المملكة المتحدة على 1479 شخصًا من الفئة العمرية 14-24 عامًا بين الفوائد والمشاكل النفسية لخمس منصات كبيرة للتواصل الاجتماعي: فيسبوك، وإنستغرام، وسناب شات، وتويتر، ويوتيوب. خلصت هذه الدراسة إلى اقتصار التقييم الإيجابي الصاف على منصة يوتيوب، وذلك «بالاستناد إلى 14 سؤالًا متعلقًا بالصحة والرفاه»، بينما قُيمت المنصات الأخرى تقييمات سلبية صافية، ولا سيما منصة إنستغرام التي حصلت على أدنى تقييم. ِأشارت الدراسة إلى وجود بعض الآثار الإيجابية لإنستغرام، بما في ذلك التعبير عن الذات وروح الجماعة، لكن وجدت الدراسة أن الآثار السلبية تطغى على الإيجابية، ولا سيما تلك المتعلقة بالنوم وصورة الجسد و«الخوف من فوات ما يحدث».
تضمن تقرير منشور في دورية العلوم النفسية السريرية الأكاديمية في عام 2018 استقصاءين شاملين لعدة قطاعات لمجموعة مؤلفة من 506,820 طالبًا أمريكيًا في المدرسة الثانوية، إذ أشار هذا التقرير إلى وجود ارتباط بين استخدام الوسائط الرقمية وارتفاع معدلات الأعراض الاكتئابية والسلوكيات الانتحارية. خلص التقرير إلى ارتباط قضاء الكثير من الوقت على الأجهزة الالكترونية والقليل منه في القيام بـ «الأنشطة غير الالكترونية» (مثل التفاعل الاجتماعي الشخصي، والرياضة/ التمارين، والواجبات المنزلية، وحضور المراسم الدينية) بالأعراض الاكتئابية والانتحارية (الفكر الانتحاري، والتخطيط للانتحار، ومحاولات الانتحار)، ولا سيما لدى الفتيات. شكك تقرير لاحق مذكور في المنشور ذاته في منهجية ذلك الاستقصاء البحثية، مشيرًا إلى تضمنه لـ «قياسات بحثية غير دقيقة، وارتباطات ضئيلة بين المتغيرات الرئيسية، [و] تحليلات إحصائية غير كافية وغير ملائمة».
بحث استقصاء فردي تابع لدورية الحواسيب في السلوك البشري الأكاديمية ومتضمن لـ 84 مشارك في العلاقة التي تجمع بين اضطراب ثنائي القطب واستخدام التكنولوجيا. أشار الاستقصاء إلى وجود تباينات ملحوظة فيما يتعلق باستخدام التكنولوجيا، وذلك بالاستناد إلى الحالات المزاجية المبلغ عنها ذاتيًا. وبالتالي، افترض واضعو التقرير أن التكنولوجيا «سيف ذو حدين» بالنسبة للأشخاص المصابين باضطراب ثنائي القطب، وذلك لأنها تنطوي على فوائد وأضرار محتملة في الوقت ذاته.

## القلق الرقمي
هو حالة نفسية وفسيولوجية تحدث نتيجة تضافر عناصر إدراكية وجسدية وسلوكية تجاه شعور غير سار، يرتبط عادة بعدم الارتياح والخوف والتوتر من الابتعاد أو الانقطاع عن وسائل الاتصال الحديثة الرقمية عموما، سواء أكانت شبكة الإنترنت، أوالهواتف المحمولة، أو مواقع التواصل الاجتماعي.

### آراء علماء النفس
يقول ستيفان هوفمان، أستاذ علم النفس بجامعة بوسطن، والخبير في دراسة المشاعر الإنسانية، "إن البعض قد تنتابهم حالة من القلق عند الابتعاد عن مواقع التواصل الاجتماعي، ويشعرون برغبة ملحة في العودة إليها. ويضيف هوفمان أن وجود مشاعر سلبية على المدى البعيد تجاه الاستخدام الشخصي لوسائل التواصل الاجتماعي، والفشل في التوقف عن التعلق بها قد يعززان مشاعر الاكتئاب، كما أن الأشخاص الذين يشعرون بخيبة أمل بسبب عدم قدرتهم على الاستغناء عن تلك الوسائل يمكن أن تنتابهم مشاعر الحزن والأسى.
ويقول هوفمان: "هذا العصر هو عصر القلق"، ويضيف أن بعض الناس تخيفهم فكرة فقدان الاتصال بالعالم عبر الهاتف الذكي، لئلا يغفلوا أي خطر وشيك، أو لمتابعة الأخبار السياسية"
ويرى آمون يعقوب سويسا وهو عالم اجتماع متخصص في الإدمان وأستاذ في مدرسة العمل الاجتماعي في جامعة (الكيبك) "إن الفرد كلما أكثر من عدد ساعات استهلاكه للإنترنت كلما ازداد تساهله، وأدى به ذلك لعواقب وخيمة مثل: تلقّي الأكاذيب واضطرابات النوم وآلام الظهر والرأس… لكن الجهاز ليس هو المُلام، إن المشكلة تكمن في العلاقة السيئة مع هذه الأجهزة"

### طرق الوقاية
تقول كريستينا كروك، مؤلفة كتاب "متعة إضاعة الفرص"، إن إحدى الطرق الفعالة لمقاومة "القلق الرقمي" تكمن في تحديد الأسباب التي دفعتك لتغيير نمط استخدامك لوسائل التواصل الاجتماعي، وأن التعرف على الفوائد التي ستجنيها من وراء التخلي عن وسائل التواصل الاجتماعي سيسهم في الحد من المخاوف والهواجس التي قد تخالجك بسبب الابتعاد عن تلك الوسائل، وإن لم تجد مبررا مقنعا، لن يكون لديك الإرادة التي تساعدك على الابتعاد"